# Gabriel Rosca
 Fernand Gabriel Cahours dit Gabriel Rosca, né le 8 septembre 1895 à Marseille et mort le 4 septembre 1943 à Paris 16e, est un acteur, scénariste et réalisateur de cinéma français.

## Biographie
Gabriel Rosca entreprend sa première réalisation, Calvaire, après une carrière d'acteur en Angleterre.

## Filmographie

### Acteur
- 1920 : L'Ombra, de Roberto Roberti
- 1921 : L'Aviateur masqué, de Robert Péguy : Hoffer
- 1926 : The Triumph of the Rat, de Graham Cutts : le danseur apache
- 1926 : Mademoiselle d'Armentières, de Maurice Elvey : Carl Branz
- 1927 : Le Chemin de la rémission / Calvaire (Drumul iertarii), de Gabriel Rosca et Ion Niculescu-Bruna : Jean Bernard

### Réalisateur
- 1927 : Le Chemin de la rémission / Calvaire (Drumul iertarii), de Gabriel Rosca et Ion Niculescu-Bruna
- 1928 : Jim Hackett champion
- 1933 : Rocambole
- 1935 : La Coqueluche de ces dames
- 1938 : La Marraine du régiment

### Scénariste
- 1933 : Rocambole, d'après le roman de Ponson du Terrail